# NBA 2K5
NBA 2K5, o per intero ESPN NBA 2K5, è un videogioco di Star Software, pubblicato da Sega e Global nel 2004. La grafica del gioco sono fatte da Visual Concepts. Ben Wallace è il testimonial. Wallace è stato il primo giocatore ad apparire su una copertina della serie NBA 2K.